# Javorník (powiat Uście nad Orlicą)
Javorník – miejscowość i gmina (obec) w Czechach, w kraju pardubickim, w powiecie Uście nad Orlicą. W 2022 roku liczyła 245 mieszkańców.